# らくてんパパ
『らくてんパパ』は、植田まさしによる日本の4コマ漫画作品。

## 概要
『週刊現代』（講談社）にて、1981年9月24日号より1995年10月7日号まで連載。1984年に単行本の第1巻が発売。第2巻の『続らくてんパパ』や講談社プラチナコミックスレーベルのコンビニコミック版も発売されている。

## 登場人物

### 丸目一家
丸目太（まるめ ふとし）
父。会社に勤める万年平社員。おっちょこちょいな性格。
丸目良子（まるめ よしこ）
母。太の妻で冷静な性格。
丸目良太（まるめ りょうた）
子。太と良子の一人っ子。小学校に通っていて成績は悪い。

## 書誌情報
- 植田まさし『らくてんパパ』講談社〈ワイドKC〉、全5巻
  1. 1984年10月16日発売[3]、ISBN 4-06-176505-1 - 第1巻には巻数表記がない[3][6]
  2. 「らくてんパパ 続」1986年11月初版発行[4]、ISBN 4-06-176524-8 - 第2巻には巻数の代わりに「続」が表記されている[4]
  3. 1989年4月初版発行[7]、ISBN 4-06-176553-1
  4. 発行日不明、ISBN 4-06-176651-1[8]
  5. 1995年9月14日発売[9]、ISBN 4-06-176783-6
- 植田まさし『らくてんパパ』講談社〈講談社文庫〉、全2巻
  1. 「清廉潔白編」1993年12月27日発売[10]、ISBN 4-06-185566-2
  2. 「五十歩百歩編」1994年2月4日発売[11]、ISBN 4-06-185567-0
- 植田まさし『らくてんパパ』講談社〈講談社プラチナコミックス〉、全3巻
  1. 「たそがれヒラ社員激闘編」2004年7月21日発売[5]、ISBN 4-06-353345-X
  2. 「燃えよ、リーマン魂 激熱編」2008年10月15日発売[12]、ISBN 978-4-06-374284-8
  3. 「燃えよ、皮下脂肪! 窓際パワー全開!!編」2012年11月28日発売[13]、ISBN 978-4-06-377693-5